# Ír whisky

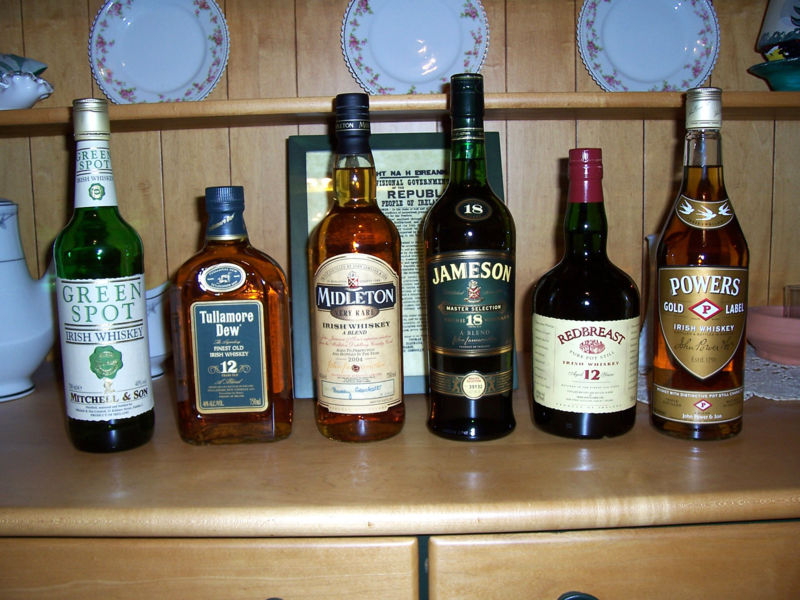
Ír whiskyk

Az ír whisky (eredetvédett nevei angolul Irish Whiskey és Irish Whisky, írül Uisce Beatha Eireannach) a törvény szerint Írországban vagy Észak-Írországban készült és legalább három évig fahordóban érlelt whisky, bár az érlelés ennél általában tovább tart. A mai ír whiskyk többsége kevert whisky, melyet rézüstökben párolt malátawhiskyből vagy – a pure pot still whiskyként ismert – árpawhiskyből, valamint finomítótornyon készült gabonawhiskyből kevernek, és egyszerűen Irish Whiskey néven hoznak forgalomba. Az elmúlt évtizedekben azonban – ahogyan a skót whiskynél is – egyre nagyobb figyelmet és elismerést kapnak a tisztán palackozott, tornyos szeszt nem tartalmazó maláta- és árpawhiskyk.
Gyakori tévhit, hogy az ír whiskyket a 19. századik második fele óta egységesen whiskey betűzéssel címkézik, ez azonban csak az 1970-es évek óta van így. Ekkor minden ír whiskymárka az Irish Distillers Limited kezébe került, és a cég egységesítette az ír whiskyk címkézését. Korábban több ír whiskymárkát is  whisky betűzéssel címkéztek, például a Paddy's-t, a Cork's-t vagy a Dunvillest. Sok szakértő szerint eredetileg azért kezdett terjedni egyes fődzék közt a whiskey betűzés a 19. században, hogy ezzel megkülönböztessék az (akkor még Írországban túlsúlyban lévő) rézüstben párolt whiskyt az (elsősorban skót) kevert whiskytől, más vélemények szerint viszont a dublini főzdék ezzel a vidéki, illegális whiskytől próbáltak elhatárolódni.

## Készítése

### Malátázás
A legtöbb esetben a malátát nem tőzegfüsttel szárítják – a fő kivétel a Connemara Peated Single Malt Irish Whiskey –, azonkívül nem nyitott, hanem zárt kemencében, ezért íze  jobban megőrzi és visszaadja az árpa eredeti aromáját, mint a skót whisky.

### Lepárlás
A legtöbb ír whiskyt háromszor párolják le, ezért lágyabb, enyhébb ízű, mint a skót whisky. Hagyományosan a kisüsti lepárlást alkalmazzák – az ír üst nagyobb, mint a skót –, de a modern időkben a kevert whiskykhez (blended) gyártott gabonawhiskyket (grain) lepárlótornyot alkalmazó folyamatos lepárlással készítik.

### Whiskytípusok
Típusát tekintve a single malt, single grain, blended whisky valamint a kizárólag itt gyártott (korábban pure pot still-ként ismert) single pot still whisky fordul elő. Ez utóbbi jogilag nem védett fogalom, ezért néha a valójában single malt whiskyt is pure pot still whiskynek címkézik, hiába nincs benne árpaszem, csak árpamaláta. A blended whisky esetén a single grain összetevőhöz keverhetnek akár single malt, akár pure pot still fajtát, a végeredményt általában nem különböztetik meg.

## Története

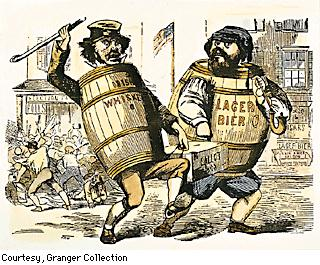
Amerikai karikatúra 1850-ből: ír bevándorló whiskyshordóban, német bevándorló söröshordóban

A századfordulón elterjedt elmélet volt, hogy a szeszfőzést az írek (egyes változatokban maga Szent Patrik) találták fel az első évezredben, ezen feltételezések történelmi megalapozatlanságát azonban már 1913-ban bemutatták. A sörből desztillált gabonapárlatok a 14. századi Európában jelentek meg, és legkésőbb a 15. században már az Ír-szigeten is jelen voltak. Az égetett szesz első írországi említése 1405-ből származik, ekkor még alapanyagától függetlenül aqua vitae-nak nevezték, és elsősorban gyógyszerként alkalmazták, de már az élvezeti fogyasztása is terjedőben volt. Kevés részletet ismerünk a 15. századig, de eleinte valószínűleg itt sem gabonából, hanem borból főztek szeszt. Az aqua vitae írül uisce beatha formában honosult, mely végül whisky és whiskey formákban anglicizálódott. Árpából készült whiskyről először a 16. században hallunk, amikor a Tudorok megerősítették az uralmukat Írország felett. I. Erzsébet állítólag imádta az ír whiskyt és rendszeresen hordóban szállíttatta Londonba.

A mai ír szeszfőzdék

1661-ben fogyasztási adót róttak ki a whiskyre, ami kedvezett az illegális szeszfőzésnek. Az írek nagy mennyiségben készítettek a hagyományos kisüsti eljárással whiskyt, a 18. század végén mintegy 2000 szeszfőzde működött. Az írek nagy mennyiséget exportáltak, ebben megelőzték a skótokat is, mivel ragaszkodtak a hagyományos, jobb minőséget adó kisüstihez az 1831-ben az egyébként ír Aeneas Coffee által felfedezett, folyamatos frakcionált desztillációt lehetővé tevő lepárlóoszloppal szemben. A jobb ír – és amerikai – minőséget meg akarták különböztetni a 19. század második felében meglehetősen gyenge skót terméktől, s ekkortól (kb. 1870-től) kezdve írták az ír – és amerikai – whiskyt whiskeynek. Az ír whiskey legnagyobb felvevőpiaca az Amerikai Egyesült Államok volt egészen a szesztilalomig, ami után sorra jött a többi probléma. A brit embargó a függetlenné vált Írországgal szemben, a Nagy gazdasági világválság, a második világháború, amelyek következtében a legtöbb ír szeszfőző bezárt.
Az Ír Köztársaság megmaradt három szeszfőzdéje – Powers, Jameson és Cork Distilleries – 1966-ban egyesült, mint Irish Distillers Company. 1972-ben az utolsó Észak-Írországban megmaradt szeszfőzde, a Bushmills is csatlakozott a társasághoz. 1975-ben nyitottak egy nagy szeszfőzdét Cork mellett, Midletonban és a másik három köztársaságbeli főzdét bezárták, így az Ír-szigeten csak két szeszfőzde maradt, Midleton és Bushmills. 1989-ben azután egy dundalki krumplihéjetanol-üzemet whisky-üzemmé alakítottak, az így létrejött Cooley Distillery 1992-ben dobta piacra az első 3 éves érlelésű palackokat.

## Típusai

### Single malt
- Brogan's Legacy Irish Single Malt
- A Drop of the Irish
- Bushmills Ten Year Old
- Bushmills Sixteen Year Old
- Cadenhead's Peated Single Malt
- Clonmel Single Malt
- Connemara
- Erin Go Bragh
- Knappogue Castle
- Locke's Single Malt
- Merrys Single Malt
- Michael Collins Single Malt
- Preston Millennium Malt
- Shanahans
- Shannon Grain Single Malt
- Slaney Malt
- Suir Peated Malt
- Tyrconnell

### Pure Pot Still
- Green Spot
- Daly's of Tullamore
- Dungourney 1964
- Dunville's VR
- Dunville's Three Crowns
- Jameson 15 Year Old Pot Still
- Magilligan
- Midleton 25 Year Old
- Midleton 30 Year Old
- Old Comber
- Redbreast (whiskey)
- Willie Napier 1945

### Blended
Az ír kevert whiskyk Európában egyszerűen Irish Whiskey néven kerülnek forgalomba. Az Amerikai Egyesült Államokban azonban hatósági nyomásra feltüntetik a címkéken a whiskyk kevert mivoltát, általában Irish Whiskey – a Blend formában.
- Avoca (whiskey)
- Ballygeary
- Brennans
- Bushmills White Bush
- Bushmills Black Bush
- Bushmills 1608
- Cassidy's
- Coleraine
- Clontarf
- Crested Ten
- Dunphys
- Erin's Isle
- Feckin Irish Whiskey
- Golden Irish
- Grace
- Hewitts
- Inishowen
- Jameson Irish Whiskey
- Jameson 1780
- Jameson Distillery Reserve
- Jameson Gold
- Kilbeggan
- Locke's
- Michael Collins Blend
- Midleton Very Rare
- Millars
- Murphy's
- Old Kilkenny
- O'Briens
- O'Neills
- Old Dublin
- Paddy
- Powers Gold Label
- Red Breast Blend
- Strangford Gold
- Tullamore Dew
- Wild Geese

### Single Grain
- Greenore